# خدمة استضافة ويكي
خدمة استضافة ويكي أو ويكي فارم هو عبارة عن خادم أو مجموعة من الخوادم التي توفر للمستخدمين أدوات لتبسيط إنشاء وتطوير مواقع ويكي فردية ومستقلة. لا ينبغي الخلط بين ويكي فارم و«عائلات» الويكي، وهو مصطلح أكثر عمومية لأي مجموعة من مواقع الويكي الموجودة على نفس الخادم.
قبل ويكي فارم كان على الشخص الذي يريد تشغيل ويكي تثبيت البرنامج وإدارة الخادم (الخوادم) بنفسه. باستخدام ويكي فارم تقوم إدارة المزرعة بتثبيت رمز ويكي الأساسي مرة واحدة على الخوادم الخاصة بها، وتحافظ على الخوادم مركزيًا، وتؤسس مساحة فريدة على الخوادم لمحتوى كل ويكي فردي مع الكود الأساسي المشترك الذي ينفذ وظائف كل موقع ويكي.
تتوفر كل من ويكي فارم التجارية وغير التجارية للمستخدمين والمجتمعات عبر الإنترنت. بينما تسمح معظم ويكي فارم لأي شخص بفتح الويكي الخاص به فإن بعضها يفرض قيودًا. تحقق العديد من شركات ويكي فارم إيرادات من خلال إدخال الإعلانات، ولكنها تسمح غالبًا بدفع رسوم شهرية كبديل لقبول الإعلانات.